# Tamayazo
Es coneix periodísticament com a tamayazo el transfuguisme de dos parlamentaris del PSOE de la Comunitat de Madrid —Eduardo Tamayo i María Teresa Sáez— que van impedir que Rafael Simancas del PSOE fos investit president de la Comunitat de Madrid, juntament amb els vots d'Esquerra Unida, absentant-se el dia de la votació d'investidura, després de les eleccions a l'Assemblea de Madrid de maig de 2003 en les quals el Partit Popular va perdre la majoria absoluta. Això va provocar que hi hagués noves eleccions a l'octubre d'aquest mateix any, en les quals Esperanza Aguirre del Partit Popular va guanyar amb majoria absoluta i es va convertir en presidenta.

## Successos després de les eleccions autonòmiques del 25 de maig de 2003
En les eleccions autonòmiques de la Comunitat de Madrid del 25 de maig de 2003 el PP va obtenir 55 diputats, el PSOE 47 i IU 9. PSOE i IU sumaven majoria absoluta amb 56 diputats, i el pacte entre els dos partits d'esquerra era molt probable.
El 10 de juny, dia en què els parlamentaris triaven al president de la càmera regional, els dos parlamentaris del PSOE Eduardo Tamayo i María Teresa Sáez, no van acudir a l'Assemblea de Madrid i els populars, amb majoria absoluta aquest dia, van triar a Concepción Dancausa com a presidenta de l'Assemblea de Madrid, amb 55 diputats contra 54, la qual cosa va suposar un escàndol polític a causa de les acusacions de transfuguisme i corrupció. Els populars tenien la presidència de l'Assemblea de Madrid, però no la Presidència de la Comunitat de Madrid.
Tant el PP com el PSOE van ser incapaços de formar govern amb els seus candidats: Esperanza Aguirre pel PP, i Rafael Simancas pel PSOE. El que va portar a la convocatòria d'unes segones eleccions autonòmiques el 26 d'octubre de 2003, en les quals el Partit Popular va aconseguir majoria absoluta amb 57 escons, enfront dels 45 del Partit Socialista Obrer Espanyol i els 9 d'Esquerra Unida. I el PP va aconseguir finalment que Esperanza Aguirre fos la presidenta de la Comunitat de Madrid en la VII Legislatura.

## Escàndol, recerca i silenci institucional
Des del principi, el PSOE va afirmar que els dos diputats haurien rebut diners d'una trama immobiliària i urbanística amb l'objectiu de beneficiar al PP. El Partit Popular per la seva banda va atribuir-ho a un problema intern entre diferents corrents del PSOE. Tamayo, per la seva banda, va afirmar en repetides ocasions estar en contra d'un pacte amb Esquerra Unida, negant les acusacions de corrupció.
Durant gran part de l'estiu de 2003, va tenir lloc una comissió de recerca per examinar la hipotètica relació de Tamayo i Sáez amb el PP o amb les constructores. Tant el PSOE com el PP han procurat evitar el tema, i el cas va ser apartat del debat polític després dels segons comicis. Mariano Fernández Bermejo, qui va ser ministre de Justícia del Govern de José Luis Rodríguez Zapatero (PSOE), va declarar durant la campanya electoral de 2007 que la recerca judicial respecte al cas va ser bloquejada pel Fiscal General de l'Estat, Jesús Cardenal, nomenat pel govern de José María Aznar (PP), sense que es reprengués després de l'ascensió del PSOE al poder.

## Tamayo i Sáez
El 23 de juny de 2003, Tamayo i Sáez van prendre possessió de les seves actes de diputats i van passar a formar el Grup Mixt. Tots dos van fundar un nou partit polític anomenat Nou Socialisme, que en la repetició de les eleccions va aconseguir 6.221 vots i cap escó. Posteriorment, Eduardo Tamayo va abandonar la política activa, si bé a principis de 2008 es va anunciar la integració de Nou Socialisme en el Partit Social Demòcrata i el suport de Tamayo a aquest partit.
En 2008 tots dos ja havien desaparegut de la vida política i social, i ja es deia que Tamayo es dedicava a activitats urbanístiques a la serra nord de Madrid. Tamayo treballa com a directiu de l'empresa constructora Prefabricats i Obres Esbarzer, amb projectes a Veneçuela i Guinea Equatorial. Sáez al 2013 seguia treballant a l'Hospital 12 d'octubre.

## Noves informacions
El juny de 2013, el diari online InfoLibre publicà uns documents (segons afirma, manuscrits per Tamayo) que suggereixen un pla orquestrat. Inclou noms de la presumpta trama corrupta de constructors, concessionaris i altres membres del PSOE, situant a José Luis Balbás, capdavanter del corrent Renovadors per la base al centre de l'operació. A l'octubre del 2018 Tamayo va afirmar en una entrevista a Telemadrid que es va absentar de la votació per desavinences amb la cúpula del PSOE de Madrid i del PSOE nacional.

## Debat d'investidura de Pedro Sánchez de 2020
Després del debat d'investidura de Pedro Sánchez (PSOE) i del seu pacte amb Unides Podem i diversos partits nacionalistes o regionalistes el gener de 2020, es va insinuar un possible tamayazo a causa de la diferència prevista de tan sols dos diputats més que votarien a la seva investidura, i fins i tot es va convertir en tema del moment a Twitter el vespre del 4 de gener.